# Alicia (Córdoba)
Alicia es una localidad argentina situada en el departamento San Justo de la provincia de Córdoba.
Está compuesta por unos 4600 habitantes aproximadamente según censo 2024 y se encuentra ubicada al sur departamento San Justo, en la pedanía Juárez Celman.
Dista 187 km de la Ciudad de Córdoba, 100 km de la ciudad de San Francisco y 25 km de la ciudad de Las Varillas.

## Economía
La principal actividad económica de la localidad es la agricultura seguida por la ganadería, siendo el principal cultivo la soja, trigo seguida por el maíz.
La producción láctea y la industria metalmecánica son también actividades de importancia en la zona.
Los servicios públicos como la electricidad, internet y el agua están a cargo de una Cooperativa Eléctrica CESPAL. También tiene gas natural, provista por ECOGAS.
En los últimos años, con el cierre de varios ramales de ferrocarril, la economía de la zona se ha visto seriamente afectada.

## Turismo

### Lugares relevantes
Las plazas General Manuel Belgrano y General San Martín cuentan con plantas autóctonas de muchos años de antigüedad, convirtiéndolas en lugares placenteros tanto para niños, por sus juegos, para adolescentes y adultos, por los grandes espacios verdes.
Estación del Ferrocarril: este lugar tiene una importancia trascendental en la formación inicial del pueblo ya que es a partir de su creación que los colonos deciden habitar a su alrededor y así poco a poco comienza a forjarse Alicia, una pujante localidad que nació y creció a la vera del riel.
Parroquia San Miguel Arcángel: se destaca por su construcción recientemente remozada y su reloj “con cuatro cuadrantes que permiten la visión de las manecillas desde los cuatro puntos cardinales.[…] El campanario completo, instalado en la torre, fue inaugurado el 1º de junio de 1961 coincidente con la festividad de Corpus Christi”. (Brizzio 1994: 426)
CESPAL: La Cooperativa es una entidad de bien público, integrada por todas las familias de Alicia, que son asociados a la misma. Fue fundada el 15 de mayo de 1960 y presta importantes servicios a la localidad.
Polideportivo Municipal Jorge E. Schibli: por ser un lugar de reunión de la población en fiestas y eventos importantes y porque allí los niños, adolescentes y adultos realizan actividades deportivas y recreativas gratuitas. Lo que posibilitó que se obtuvieran a nivel provincial y nacional excelentes resultados.
Monumento al ajedrez gaucho: “Obra ideada y creada por Ernesto Demagistris, hijo de Alicia inspirada en el campeonato por el título mundial entre Fischer y Spasky, que se realizó en nuestro país... En el Monumento al ajedrez Gaucho están dispuestas 10 piezas, pero no al azar, que representan una obra magistral del juego ciencia de todos los tiempos” (Nagel, 1988)
Club Atlético y Filodramático Alicia sede oficial de las Fiestas julias nacionales, conocidas como la fiesta antigua de Argentina, celebradas desde el año 1921, de manera ininterrumpida, la primera quincena del mes de julio, en honor a la independencia nacional, nacionalizándose en el año 1997. Filodramatico cuenta con una gran cantidad de actividades deportivas, como el Fútbol Masculino y Femenino, Bochas, Teatro, Folclore, Cheerleading, gimnasia para adultos, escuela de verano, natación. Cuenta además, con una cancha de Fútbol 5 de última generación, un predio deportivo y un salón de eventos para usos múltiples. Filo, se consagro campeón de la Zona Sur, de la Liga Regional de Fútbol de San Francisco en el año 2024. CAyFA es el primer club qué tuvo el pueblo y el más popular.  
El Club Atlético Unión: desempeña un papel importante en el desarrollo de diferentes actividades recreativas, artísticas y principalmente deportivas. El Club River Plate fundado el 17 de junio de 1941, dedicado a la actividad deportiva, específicamente bochas.
Biblioteca Popular y Pública José Hernández: fue creada en el año 1972 y funcionaba como institución dependiente del Municipio hasta que en el año 2002 adquiere la personería jurídica propia. En la actualidad desempeña distintas actividades de animación a la lectura y demás técnicas aptas para la investigación, la consulta y la recreación.
Dispensario municipal San Vicente de Paul: el 30 de septiembre de 1943 comenzó a funcionar cumpliendo una labor de positivos méritos dentro del campo médico asistencial.
Escuelas Fray Cayetano Rodríguez (Ex Nacional N.º 188) y José Manuel Estrada: La escuela Fray Cayetano Rodríguez desde su fundación en el año 1919 y la Escuela José Manuel Estrada creada en el año 1936; conforman dos instituciones que desempeñan una importante labor educativa.
Instituto Secundario Domingo Faustino Sarmiento: desde 1959 funciona en beneficio del quehacer funcional y educativo de la juventud de Alicia y zona de influencia.
Municipalidad: Creada en el año 1934, desempeña desde su fundación una importante labor en beneficio de la organización y el progreso de la comunidad.
Réplica de la Torre Eiffel: se trata de una construcción realizada íntegramente por Claudio Marchetti en el patio delantero de su residencia, con una escala de 1:10, es decir 30 metros en referencia con la original de París de 300 metros de altura.

## Ciudades Hermanadas
- Caramagna, Italia[2]

## Geografía

### Clima
El clima de Alicia es templado con estación seca registrándose una temperatura promedio anual de 25º, temperaturas inferiores a 0º en invierno y superiores a 35º en verano.
El promedio anual de precipitaciones es de aproximadamente 800 mm.

## Iglesia católica en Alicia
| Diócesis  | San Francisco       |
| --------- | ------------------- |
| Parroquia | San Miguel Arcángel |